# Grundstenen
Grundstenen (hebraisk: אֶבֶן הַשְּׁתִיָּה, transskription: ʾEḇen hašŠəṯīyyā, direkte oversat: "Grundstenen"), også omtalt Den Ædle Klippe (Arabisk: الصخرة المشرفة, transskription: al-Saḵrah al-Mušarrafah, direkte oversat: "Den Ædle Klippe") er den klippe, som ligger i centrum af Klippehelligdommen i Jerusalem. Den er også kendt som Den Gennemborede Sten, fordi den har et lille hul i det sydøstlige hjørne, der fører ind i en hule under klippen, kendt som Sjælenes Brønd.
Traditionelle jødiske kilder nævner stenen som det sted, hvorfra verdens skabelse begyndte. Det var på denne klippe, at Adam – og senere Kain og Abel samt Noa – ofrede til Gud. Jødiske kilder identificerer ligeledes klippen som stedet hvor Abrahams ofring af Isak fandt sted. Klassiske jødiske kilder identificerer ligeledes placering af Det Allerhelligste til at være sammenfaldende med grundstenen.
Tempelbjerget, hvor grundstenen er placeret, menes af nogle muslimer at være der, hvor Muhammed begyndte sin mytiske natrejse. Selvom Koranen ikke specifikt nævner Jerusalem i navn som opstandelsesstedet, men i stedet betegner stedet som "den fjerneste moske" (hvorfra den senere byggede Al-Aqsa-moske blev navngivet), specificerer Hadith – Muhammeds optagne ord – at Al-Aqsa-moskeen er i Jerusalem.